# NHL Entry Draft

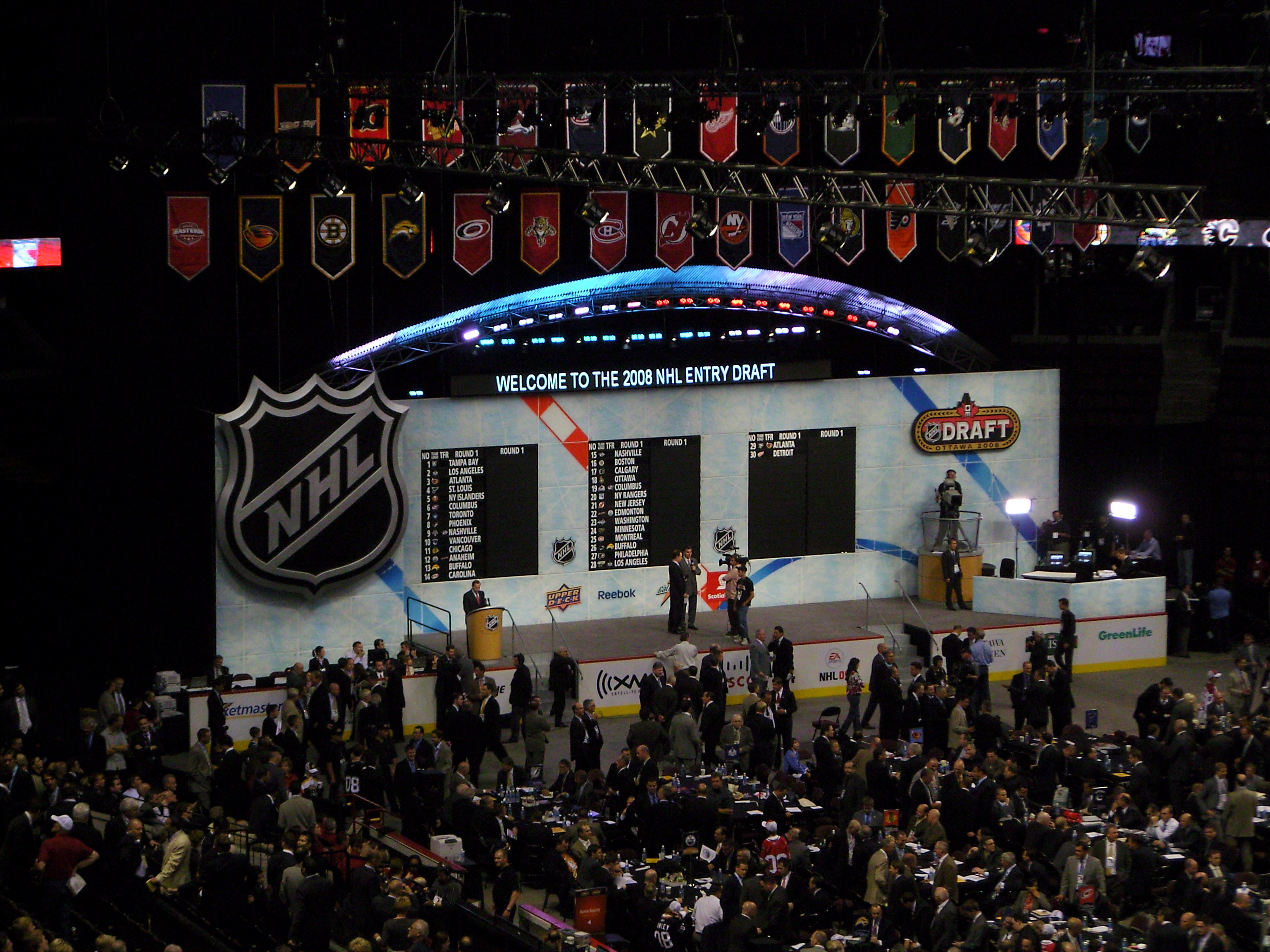
Die Bühne des NHL Entry Draft 2008 in Ottawa statt

Der NHL Entry Draft ist der Entry Draft der National Hockey League (NHL), der höchsten nordamerikanischen Eishockeyliga. Bei dieser Veranstaltung sichern sich die Franchises der Liga systematisch die Rechte an vielversprechenden Junioren- bzw. Amateurspielern (englisch to draft: einberufen, rekrutieren). Der Draft findet einmal jährlich statt, aktuell gegen Ende Juni, im Anschluss an die Stanley-Cup-Playoffs. Erstmalig fand er 1963 statt, zu diesem Zeitpunkt und bis 1978 noch unter dem Namen NHL Amateur Draft.
Grundidee des Drafts ist es, dass die schwächeren Teams der abgelaufenen Saison vor den stärkeren Mannschaften wählen und sich somit mit den besseren Spielern verstärken können, was langfristig zur sportlichen Ausgeglichenheit der Liga beitragen soll. Über viele Jahre orientierte man sich dabei ausschließlich am sportlichen Abschneiden der Vorsaison, sodass die umgedrehte Abschlusstabelle der Draft-Reihenfolge entsprach, wobei im Verlauf auch das Abschneiden in den Playoffs berücksichtigt wurde.
1995 wurde die Draft-Lotterie eingeführt, sodass seither mindestens ein Wahlrecht verlost wird, um dem absichtlichen Verlieren und somit Verbessern der Erfolgsaussichten im Draft (englisch tanking) entgegenzuwirken. Der Modus der Lotterie wurde dabei über die Jahre regelmäßig verändert, wobei aktuell zwei Teams ausgelost werden, die jeweils maximal zehn Ränge aufsteigen können.

## Geschichte

### Anfänge
Vor der Einführung des Drafts stellten Kooperationen zu Farmteams aus dem Junioren- und Minor-League-Bereich die einzige Quelle für neue NHL-Spieler dar – beispielsweise unterhielten die Canadiens de Montréal die Canadien junior de Montréal als Nachwuchsteam und kooperierten mit den As de Québec aus der American Hockey League (AHL). Auch diese Mannschaften wiederum unterhielten Kooperationen zu Teams unterhalb ihrer Liga, sodass jedes NHL-Franchise letztlich über ein System aus diversen Farmteams verfügte. Daraus folgte, dass ein Nachwuchsspieler bereits frühzeitig an nur ein NHL-Team gebunden war und umgekehrt, dass dieser Spieler für keines der anderen fünf NHL-Teams verfügbar war. Sinn und Zweck der Einführung des Drafts war somit die Abschaffung dieser Einschränkungen, so formulierte der damalige Ligapräsident, Clarence Campbell, während der Saison 1962/63:

“We’re ultimately hopeful it will produce a uniform opportunity for each team to acquire a star player.”

„Letztendlich hoffen wir, dass dadurch für jedes Team eine einheitliche Möglichkeit geschaffen wird, einen Starspieler zu verpflichten.“

In der Folge fand der erste Draft der NHL am 5. Juni 1963 im Queen Elizabeth Hotel von Montreal statt, wobei die frankokanadische Metropole der Austragungsort bis 1985 bleiben sollte. Im Vergleich der vier großen nordamerikanischen Sportligen tat es die NHL damit der NFL (1936) und der NBA (1947) gleich, ehe die MLB dieses Format im Jahre 1965 ebenfalls einführte. Direkt nach der Einführung des Drafts waren die Nachwirkungen des oben skizzierten Kooperationssystems noch zu spüren: Die meisten vielversprechenden Spieler waren bereits in einem der Farmteams unter Vertrag, sodass in den ersten Jahren jeweils nur etwa 20 Spieler ausgewählt wurden. 1970 stieg diese Zahl auf über 100, während bereits 1974 über 200 Akteure gedraftet wurden.

### Umbenennung, Lotterie und Entwicklung bis heute
1979 wurde die World Hockey Association (WHA) aufgelöst, eine mit der NHL konkurrierende Profiliga. Um auch Spieler, die bereits in der WHA gespielt hatten, über den Draft verpflichten zu können, wurden die Regularien erneut angepasst. Insbesondere durften nun auch Spieler ausgewählt werden, die zuvor bereits im Profibereich gespielt hatten, was sich in der Namensänderung von „Amateur Draft“ in „Entry Draft“ widerspiegelte.
Ferner wurde der Draft im Folgejahr erstmals zu einem öffentlichen Ereignis, so hielt man ihn im Forum de Montréal ab, der Heimspielstätte der Canadiens. 1985 fand er erstmals nicht in Montreal statt, sondern im Metro Toronto Convention Centre von Toronto, und wechselt seither regelmäßig den Austragungsort. 1984 wurde er zudem erstmals im Fernsehen ausgestrahlt.
Von 1986 bis 1994 wurde neben dem Entry Draft auch der NHL Supplemental Draft abgehalten, der speziell für Spieler aus dem College-Bereich eingeführt wurde, die bis dato nicht für den Entry Draft zugelassen waren. Dies änderte sich 1995, seither existiert wieder nur der Entry Draft. In den 1990er Jahren stieg zudem der Anteil von Europäern sukzessive an, bis er im Draft 2001 seinen bisherigen Höhepunkt erreichte, wobei Spieler aus Nordamerika nur noch knapp mehr als die Hälfte ausmachten.
Ebenfalls 1995 wurde die Draft-Lotterie eingeführt, die seither eine Reihe von Änderungen erfahren hat. Von 1995 bis 2012 wurde dabei nur ein Team ausgelost, das dann maximal vier Plätze aufsteigen konnte. Von 2013 bis 2015 wurde das erste Wahlrecht unter allen Mannschaften verlost, die die Playoffs verpasst hatten. Ab 2016 wurden sogar die ersten drei Wahlrechte verlost, was ab 2021 auf die ersten beiden Positionen reduziert wurde. Dabei wurden die Wahlrechte weiterhin unter allen Teams verlost, die die Playoffs verpasst hatten, bis 2022 das aktuelle Format eingeführt wurde: Es werden seither zwei Mannschaften ausgelost, die maximal zehn Plätze aufsteigen können.

## Draft-Reihenfolge und Lotterie
Die Draft-Reihenfolge entspricht, abgesehen von der Lotterie, grundsätzlich der umgekehrten Abschlusstabelle der vorangegangenen Hauptrunde. Die Ausnahme stellen der Stanley-Cup-Sieger, der zweite Finalist sowie die beiden Halbfinalisten dar, die auf den Positionen 32 bis 29 einsortiert werden. Bei allen weiteren Playoff-Teilnehmern ist ebenfalls der Tabellenstand der regulären Saison ausschlaggebend. Diese Reihenfolge gilt für alle Runde des Drafts, die Lotterie verändert somit nur die Reihenfolge der ersten Runde. Zudem können die Mannschaften über Transfers Wahlrechte anderer Teams erwerben sowie eigene an andere Mannschaften abgeben.
Wie oben dargestellt werden im aktuellen Format der Draft-Lotterie seit 2022 zwei Mannschaften ausgelost, die jeweils maximal zehn Plätze aufsteigen können. Die jeweiligen Wahrscheinlichkeiten aller 17 Lotterieteilnehmer sind in der unten stehenden Tabelle dargestellt.
| Abschlussplatzierung der Vorsaison | 1.     | 2.     | 3.     | 4.     | 5.     | 6.     | 7.     | 8.     | 9.     | 10.    | 11.    | 12.    | 13.    | 14.    | 15.    | 16.    |
| ---------------------------------- | ------ | ------ | ------ | ------ | ------ | ------ | ------ | ------ | ------ | ------ | ------ | ------ | ------ | ------ | ------ | ------ |
| 32.                                | 25,5 % | 18,8 % | 55,7 % |        |        |        |        |        |        |        |        |        |        |        |        |        |
| 31.                                | 13,5 % | 14,4 % | 32,0 % | 40,2 % |        |        |        |        |        |        |        |        |        |        |        |        |
| 30.                                | 11,5 % | 11,5 % | 7,4 %  | 40,7 % | 28,8 % |        |        |        |        |        |        |        |        |        |        |        |
| 29.                                | 9,5 %  | 9,8 %  |        | 15,4 % | 44,9 % | 20,5 % |        |        |        |        |        |        |        |        |        |        |
| 28.                                | 8,5 %  | 8,8 %  |        |        | 24,5 % | 44,2 % | 13,9 % |        |        |        |        |        |        |        |        |        |
| 27.                                | 7,5 %  | 7,9 %  |        |        |        | 34,1 % | 41,4 % | 9,1 %  |        |        |        |        |        |        |        |        |
| 26.                                | 6,5 %  | 6,9 %  |        |        |        |        | 44,4 % | 36,5 % | 5,6 %  |        |        |        |        |        |        |        |
| 25.                                | 6,0 %  | 6,4 %  |        |        |        |        |        | 54,4 % | 30,0 % | 3,2 %  |        |        |        |        |        |        |
| 24.                                | 5,0 %  | 5,4 %  |        |        |        |        |        |        | 64,4 % | 23,5 % | 1,7 %  |        |        |        |        |        |
| 23.                                | 3,5 %  | 3,8 %  |        |        |        |        |        |        |        | 73,3 % | 18,4 % | 0,9 %  |        |        |        |        |
| 22.                                | 3,0 %  | 3,3 %  |        |        |        |        |        |        |        |        | 79,9 % | 13,4 % | 0,5 %  |        |        |        |
| 21.                                |        | 5,3 %  |        |        |        |        |        |        |        |        |        | 85,7 % | 8,9 %  | 0,2 %  |        |        |
| 20.                                |        |        | 4,3 %  |        |        |        |        |        |        |        |        |        | 90,7 % | 5,1 %  | <0,1 % |        |
| 19.                                |        |        |        | 3,1 %  |        |        |        |        |        |        |        |        |        | 94,7 % | 2,1 %  | <0,1 % |
| 18.                                |        |        |        |        | 1,1 %  |        |        |        |        |        |        |        |        |        | 97,9 % | 1,1 %  |
| 17.                                |        |        |        |        |        | 1,0 %  |        |        |        |        |        |        |        |        |        | 98,9 % |

## Draft Combine
Drei bis vier Wochen vor dem Draft findet das sogenannte „Combine“ statt. Das ist eine Veranstaltung, zu der die vielversprechendsten Talente des Drafts aus der ganzen Welt kommen, um sich den NHL-Teams zu präsentieren. Die Verantwortlichen der Teams haben die Möglichkeit, Gespräche mit den Talenten zu führen, um herauszufinden, ob der Spieler zum Team passt. Außerdem unterziehen sich die Spieler medizinischen Untersuchungen und Fitnesstests.

## Liste der Drafts
| Draft | Austragungsort               | Stadt        | Datum                  | Runden | Spieler | First Overall Draft Pick                   |
| ----- | ---------------------------- | ------------ | ---------------------- | ------ | ------- | ------------------------------------------ |
| 1963  | Queen Elizabeth Hotel        | Montreal     | 5. Juni 1963           | 4      | 21      | Garry Monahan (Canadiens de Montréal)      |
| 1964  | Queen Elizabeth Hotel        | Montreal     | 11. Juni 1964          | 4      | 24      | Claude Gauthier (Detroit Red Wings)        |
| 1965  | Queen Elizabeth Hotel        | Montreal     | 27. April 1965         | 3      | 11      | Andre Veilleux (New York Rangers)          |
| 1966  | Mount Royal Hotel            | Montreal     | 25. April 1966         | 4      | 24      | Barry Gibbs (Boston Bruins)                |
| 1967  | Queen Elizabeth Hotel        | Montreal     | 7. Juli 1967           | 3      | 18      | Rick Pagnutti (Los Angeles Kings)          |
| 1968  | Queen Elizabeth Hotel        | Montreal     | 13. Juni 1968          | 3      | 24      | Michel Plasse (Canadiens de Montréal)      |
| 1969  | Queen Elizabeth Hotel        | Montreal     | 11. Juni 1969          | 10     | 84      | Réjean Houle (Canadiens de Montréal)       |
| 1970  | Queen Elizabeth Hotel        | Montreal     | 11. Juni 1970          | 13     | 115     | Gilbert Perreault (Buffalo Sabres)         |
| 1971  | Queen Elizabeth Hotel        | Montreal     | 10. Juni 1971          | 15     | 117     | Guy Lafleur (Canadiens de Montréal)        |
| 1972  | Queen Elizabeth Hotel        | Montreal     | 8. Juni 1972           | 11     | 152     | Billy Harris (New York Islanders)          |
| 1973  | Mount Royal Hotel            | Montreal     | 15. Mai 1973           | 13     | 168     | Denis Potvin (New York Islanders)          |
| 1974  | NHL-Büros in Montreal        | Montreal     | 28. Mai 1974           | 25     | 247     | Greg Joly (Washington Capitals)            |
| 1975  | NHL-Büros in Montreal        | Montreal     | 3. Juni 1975           | 18     | 217     | Mel Bridgman (Philadelphia Flyers)         |
| 1976  | NHL-Büros in Montreal        | Montreal     | 1. Juni 1976           | 15     | 135     | Rick Green (Washington Capitals)           |
| 1977  | NHL-Büros in Montreal        | Montreal     | 14. Juni 1977          | 17     | 185     | Dale McCourt (Detroit Red Wings)           |
| 1978  | Queen Elizabeth Hotel        | Montreal     | 15. Juni 1978          | 22     | 234     | Bobby Smith (Minnesota North Stars)        |
| 1979  | Queen Elizabeth Hotel        | Montreal     | 9. August 1979         | 6      | 126     | Rob Ramage (Colorado Rockies)              |
| 1980  | Forum de Montréal            | Montreal     | 11. Juni 1980          | 10     | 210     | Doug Wickenheiser (Canadiens de Montréal)  |
| 1981  | Forum de Montréal            | Montreal     | 10. Juni 1981          | 11     | 211     | Dale Hawerchuk (Winnipeg Jets)             |
| 1982  | Forum de Montréal            | Montreal     | 9. Juni 1982           | 12     | 252     | Gord Kluzak (Boston Bruins)                |
| 1983  | Forum de Montréal            | Montreal     | 8. Juni 1983           | 12     | 242     | Brian Lawton (Minnesota North Stars)       |
| 1984  | Forum de Montréal            | Montreal     | 9. Juni 1984           | 12     | 250     | Mario Lemieux (Pittsburgh Penguins)        |
| 1985  | Toronto Convention Centre    | Toronto      | 15. Juni 1985          | 12     | 252     | Wendel Clark (Toronto Maple Leafs)         |
| 1986  | Forum de Montréal            | Montreal     | 21. Juni 1986          | 12     | 252     | Joe Murphy (Detroit Red Wings)             |
| 1987  | Joe Louis Arena              | Detroit      | 13. Juni 1987          | 12     | 252     | Pierre Turgeon (Buffalo Sabres)            |
| 1988  | Forum de Montréal            | Montreal     | 11. Juni 1988          | 12     | 252     | Mike Modano (Minnesota North Stars)        |
| 1989  | Met Center                   | Bloomington  | 17. Juni 1989          | 12     | 252     | Mats Sundin (Nordiques de Québec)          |
| 1990  | BC Place Stadium             | Vancouver    | 16. Juni 1990          | 12     | 250     | Owen Nolan (Nordiques de Québec)           |
| 1991  | Buffalo Memorial Auditorium  | Buffalo      | 22. Juni 1991          | 12     | 264     | Eric Lindros (Nordiques de Québec)         |
| 1992  | Forum de Montréal            | Montreal     | 20. Juni 1992          | 11     | 264     | Roman Hamrlík (Tampa Bay Lightning)        |
| 1993  | Colisée de Québec            | Québec City  | 26. und 27. Juni 1993  | 11     | 286     | Alexandre Daigle (Ottawa Senators)         |
| 1994  | Hartford Civic Center        | Hartford     | 28. Juni 1994          | 11     | 286     | Ed Jovanovski (Florida Panthers)           |
| 1995  | Edmonton Coliseum            | Edmonton     | 8. Juli 1995           | 9      | 234     | Bryan Berard (Ottawa Senators)             |
| 1996  | Kiel Center                  | St. Louis    | 22. Juni 1996          | 9      | 241     | Chris Phillips (Ottawa Senators)           |
| 1997  | Civic Arena                  | Pittsburgh   | 21. Juni 1997          | 9      | 246     | Joe Thornton (Boston Bruins)               |
| 1998  | Marine Midland Arena         | Buffalo      | 27. Juni 1998          | 9      | 258     | Vincent Lecavalier (Tampa Bay Lightning)   |
| 1999  | FleetCenter                  | Boston       | 26. Juni 1999          | 9      | 272     | Patrik Štefan (Atlanta Thrashers)          |
| 2000  | Canadian Airlines Saddledome | Calgary      | 24. und 25. Juni 2000  | 9      | 293     | Rick DiPietro (New York Islanders)         |
| 2001  | National Car Rental Center   | Sunrise      | 23. und 24. Juni 2001  | 9      | 289     | Ilja Kowaltschuk (Atlanta Thrashers)       |
| 2002  | Air Canada Centre            | Toronto      | 22. und 23. Juni 2002  | 9      | 290     | Rick Nash (Columbus Blue Jackets)          |
| 2003  | Gaylord Entertainment Center | Nashville    | 21. und 22. Juni 2003  | 9      | 292     | Marc-André Fleury (Pittsburgh Penguins)    |
| 2004  | RBC Center                   | Raleigh      | 26. und 27. Juni 2004  | 9      | 291     | Alexander Owetschkin (Washington Capitals) |
| 2005  | Westin Hotel Ottawa          | Ottawa       | 30. Juli 2005          | 7      | 230     | Sidney Crosby (Pittsburgh Penguins)        |
| 2006  | General Motors Place         | Vancouver    | 24. Juni 2006          | 7      | 213     | Erik Johnson (St. Louis Blues)             |
| 2007  | Nationwide Arena             | Columbus     | 22. und 23. 2007       | 7      | 211     | Patrick Kane (Chicago Blackhawks)          |
| 2008  | Scotiabank Place             | Ottawa       | 20. und 21. Juni 2008  | 7      | 211     | Steven Stamkos (Tampa Bay Lightning)       |
| 2009  | Centre Bell                  | Montreal     | 26. und 27. Juni 2009  | 7      | 211     | John Tavares (New York Islanders)          |
| 2010  | Staples Center               | Los Angeles  | 25. und 26. Juni 2010  | 7      | 210     | Taylor Hall (Edmonton Oilers)              |
| 2011  | Xcel Energy Center           | Saint Paul   | 24. und 25. Juni 2011  | 7      | 211     | Ryan Nugent-Hopkins (Edmonton Oilers)      |
| 2012  | Consol Energy Center         | Pittsburgh   | 22. und 23. Juni 2012  | 7      | 211     | Nail Jakupow (Edmonton Oilers)             |
| 2013  | Prudential Center            | Newark       | 30. Juni 2013          | 7      | 211     | Nathan MacKinnon (Colorado Avalanche)      |
| 2014  | Wells Fargo Center           | Philadelphia | 27. und 28. Juni 2014  | 7      | 210     | Aaron Ekblad (Florida Panthers)            |
| 2015  | BB&T Center                  | Sunrise      | 26. und 27. Juni 2015  | 7      | 211     | Connor McDavid (Edmonton Oilers)           |
| 2016  | First Niagara Center         | Buffalo      | 24. und 25. Juni 2016  | 7      | 211     | Auston Matthews (Toronto Maple Leafs)      |
| 2017  | United Center                | Chicago      | 23. und 24. Juni 2017  | 7      | 217     | Nico Hischier (New Jersey Devils)          |
| 2018  | American Airlines Center     | Dallas       | 22. und 23. Juni 2018  | 7      | 217     | Rasmus Dahlin (Buffalo Sabres)             |
| 2019  | Rogers Arena                 | Vancouver    | 21. und 22. Juni 2019  | 7      | 217     | Jack Hughes (New Jersey Devils)            |
| 2020  | NHL Network Studios          | Secaucus     | 6. und 7. Oktober 2020 | 7      | 216     | Alexis Lafrenière (New York Rangers)       |
| 2021  | NHL Network Studios          | Secaucus     | 23. und 24. Juli 2021  | 7      | 223     | Owen Power (Buffalo Sabres)                |
| 2022  | Centre Bell                  | Montreal     | 7. und 8. Juli 2022    | 7      | 225     | Juraj Slafkovský (Canadiens de Montréal)   |
| 2023  | Bridgestone Arena            | Nashville    | 28. und 29. Juni 2023  | 7      | 224     | Connor Bedard (Chicago Blackhawks)         |
| 2024  | The Sphere                   | Paradise     | 28. und 29. Juni 2024  | 7      | 225     | Macklin Celebrini (San Jose Sharks)        |

## Sonstiges

### Kuriositäten
Taro Tsujimoto
Mit Taro Tsujimoto, dem Stürmerstar der Tokyo Katanas aus der japanischen Eishockeyliga, wurde im NHL Amateur Draft 1974 von den Buffalo Sabres der erste Japaner in der Geschichte des Eishockey-Drafts ausgewählt. Doch nur wenige Wochen später stellte sich heraus, dass der Spieler und das Team gar nicht existierten. Der General Manager Punch Imlach hatte sich einen Scherz erlaubt, da er nicht viel vom Draft-System hielt. Er hatte einfach einen Namen aus dem Telefonbuch von Buffalo herausgesucht und in der 13. Runde des Entry Draft den fiktiven Spieler ausgewählt. Der Teamname Tokyo Katanas heißt ins Englische übersetzt Tokyo Sabres. Allerdings hatte die NHL zum Zeitpunkt, als der Scherz aufgeklärt wurde, die Wahl von Taro Tsujimoto bereits offiziell gemacht, und in den Medien war schon darüber berichtet worden, unter anderem vom angesehenen Fachblatt The Hockey News. Tsujimoto tauchte daher auch in mehreren offiziellen Rekordbüchern der NHL auf, die bereits kurz nach dem Draft veröffentlicht wurden. Erst danach erklärte die NHL die Wahl von Tsujimoto als einen ungültigen Draftpick.

### Tops und Flops
Des Öfteren werden Spieler in der ersten Runde verpflichtet, und man sieht in ihnen schon den neuen Mario Lemieux oder Wayne Gretzky. Und auch die NHL-Scouts schätzen diese Spieler als große Talente ein. Doch am Ende entpuppen sie sich als große Enttäuschungen für das Team, wie z. B.:
- 1994 Jason Bonsignore (1. Runde, 4. Position) – Absolvierte 79 NHL-Spiele, konnte sich nicht durchsetzen
- 1996 Alexander Woltschkow (1. Runde, 4. Position) – Spielte lediglich drei Spiele in der NHL, kehrte zurück nach Russland
- 1997 Matt Zultek (1. Runde, 15. Position) – Die Kings ließen die Rechte an ihm verfallen und er wurde zwei Jahre später an Position 56 erneut gedraftet. Er schaffte den Sprung in die NHL nicht und verbrachte seine Laufbahn weitgehend in der ECHL.
- 1999 Pavel Brendl (1. Runde, 4. Position) – Konnte in vier Saisons nur 78 Spiele absolvieren und erreichte nur 22 Punkte
- 2000 Brent Krahn (1. Runde, 9. Position) – Kam in einem einzigen NHL-Spiel zum Einsatz und verbrachte seine Karriere hauptsächlich in der AHL
- 2002 Petr Tatícek (1. Runde, 9. Position) – Bestritt nur drei Spiele in der NHL und wechselte später zurück nach Europa

Aber es gibt auch oft junge Spieler, die absolut unterschätzt werden, deshalb erst in einer der letzten Runden des Drafts gewählt werden oder erst gar nicht in den Draft kommen, wie z. B.:
- 1975 Joe Mullen (nicht gedraftet) – 1989, 1991 und 1992: Stanley-Cup-Sieger, zweifacher Gewinner Lady Byng Memorial Trophy, Mitglied der Hockey Hall of Fame
- 1984 Brett Hull (6. Runde, 117. Position) – 1999 und 2002: Stanley-Cup-Sieger, 1991 Hart Memorial Trophy und Lester B. Pearson Award, Mitglied der Hockey Hall of Fame
- 1984 Luc Robitaille (9. Runde, 179. Position) – Calder Memorial Trophy 1987 als bester Liganeuling; 1431 Spiele in der NHL; hält die Rekorde als linker Flügelstürmer mit den meisten Toren und den meisten Punkten in der NHL; Stanley-Cup-Sieger und Mitglied der Hockey Hall of Fame
- 1988 Ed Belfour (nicht gedraftet) – Stanley-Cup-Sieger, zweifacher Gewinner Vezina Trophy, vier Mal William M. Jennings Trophy, Hockey Hall of Fame
- 1992 Nikolai Chabibulin (9. Runde, 204. Position) – 2004: Stanley-Cup-Sieger
- 1993 John Madden (nicht gedraftet) – 2000, 2003 und 2010: Stanley-Cup-Sieger; Frank J. Selke Trophy 2001
- 1994 Daniel Alfredsson (6. Runde, 133. Position) – 1996: Calder Memorial Trophy
- 1994 Tim Thomas (9. Runde, 217. Position) – 2009, 2011: Vezina Trophy; Stanley-Cup-Sieger und Conn Smythe Trophy als wertvollster Spieler der Play-offs 2011
- 1998 Pawel Dazjuk (6. Runde, 171. Position) – 2002, 2008: Stanley-Cup-Sieger, Lady Byng Memorial Trophy: 2006, 2007, 2008, 2009
- 1998 Martin St. Louis (nicht gedraftet) – 2004: Stanley-Cup-Sieger, Gewinner der Hart Memorial Trophy als MVP und des Lester B. Pearson Award als bester Spieler der NHL; zweifacher Gewinner Lady Byng Memorial Trophy und Art Ross Trophy
- 1999 Brian Rafalski (nicht gedraftet) – 2000, 2003 und 2008: Stanley-Cup-Sieger
- 2000 Henrik Lundqvist (7. Runde, 205. Position) – 2012: Vezina Trophy

### Ergebnis der Draftlotterie seit 1995
| Jahr   | Schlechtestes Team    | Gewinner der Lotterie | Erster Draftpick      |
| ------ | --------------------- | --------------------- | --------------------- |
| 1995 a | Ottawa Senators       | Los Angeles Kings     | Ottawa Senators       |
| 1996   | Ottawa Senators       | Ottawa Senators       | Ottawa Senators       |
| 1997   | Boston Bruins         | Boston Bruins         | Boston Bruins         |
| 1998   | Tampa Bay Lightning   | Tampa Bay Lightning   | Tampa Bay Lightning   |
| 1999 b | Tampa Bay Lightning   | Chicago Blackhawks    | Atlanta Thrashers     |
| 2000   | Atlanta Thrashers     | New York Islanders    | New York Islanders    |
| 2001   | New York Islanders    | Atlanta Thrashers     | Atlanta Thrashers     |
| 2002 c | Atlanta Thrashers     | Florida Panthers      | Columbus Blue Jackets |
| 2003 c | Carolina Hurricanes   | Florida Panthers      | Pittsburgh Penguins   |
| 2004   | Pittsburgh Penguins   | Washington Capitals   | Washington Capitals   |
| 2005 d | –                     | Pittsburgh Penguins   | Pittsburgh Penguins   |
| 2006   | St. Louis Blues       | St. Louis Blues       | St. Louis Blues       |
| 2007   | Philadelphia Flyers   | Chicago Blackhawks    | Chicago Blackhawks    |
| 2008   | Tampa Bay Lightning   | Tampa Bay Lightning   | Tampa Bay Lightning   |
| 2009   | New York Islanders    | New York Islanders    | New York Islanders    |
| 2010   | Edmonton Oilers       | Edmonton Oilers       | Edmonton Oilers       |
| 2011 e | Edmonton Oilers       | New Jersey Devils     | Edmonton Oilers       |
| 2012   | Columbus Blue Jackets | Edmonton Oilers       | Edmonton Oilers       |
| 2013   | Florida Panthers      | Colorado Avalanche    | Colorado Avalanche    |
| 2014   | Buffalo Sabres        | Florida Panthers      | Florida Panthers      |
| 2015   | Buffalo Sabres        | Edmonton Oilers       | Edmonton Oilers       |
| 2016   | Toronto Maple Leafs   | Toronto Maple Leafs   | Toronto Maple Leafs   |
| 2017   | Colorado Avalanche    | New Jersey Devils     | New Jersey Devils     |
| 2018   | Buffalo Sabres        | Buffalo Sabres        | Buffalo Sabres        |
| 2019   | Ottawa Senators       | New Jersey Devils     | New Jersey Devils     |
| 2020   | New York Rangers      | Los Angeles Kings     | San Jose Sharks       |

### Bemerkungen
- Erster US-Amerikaner, der an Position 1 gedraftet wurde, war 1983 Brian Lawton. Er kam zu den Minnesota North Stars.
- 1989 wurde mit Mats Sundin der erste Europäer an erster Stelle ausgewählt (von den Québec Nordiques).
- Rick DiPietro wurde 2000 als Erster von den New York Islanders gedraftet und war damit der erste Torhüter, dem dies zuteilwurde.
- Die am frühesten gewählten deutschen Spieler sind Leon Draisaitl, 2014 von den Edmonton Oilers, und Tim Stützle, 2020 von den Ottawa Senators, beide an 3. Stelle des jeweiligen Drafts.
- Der am höchsten gepickte Schweizer ist Nico Hischier, der 2017 an Position 1 von den New Jersey Devils ausgewählt wurde.
- Thomas Vanek wurde 2003 an Position 5 von den Buffalo Sabres ausgewählt und damit so hoch wie kein anderer Österreicher.

### Herkunft der ausgewählten Spieler
Die Tabelle zeigt, aus welchen Ligen die seit 1969 ausgewählten Spieler stammen. Aufgeführt sind die Western Hockey League, die Québec Major Junior Hockey League, die Ontario Hockey League, US Colleges (NCAA), US High Schools (USHS) und internationale Spieler. Unter „Andere“ findet man die Spieler, die aus einer anderen seit 1969 existierenden nordamerikanischen Liga gesetzt wurden. Nicht nordamerikanische Spieler, die beim Zeitpunkt des Drafts in einem nordamerikanischen Team spielten, werden derjenigen Liga zugeordnet und nicht als internationaler Spieler gewertet.
| Gesamt | OHL  | WHL  | QMJHL | NCAA | USHS | Intern. | Andere |
| ------ | ---- | ---- | ----- | ---- | ---- | ------- | ------ |
| 9756   | 2072 | 1795 | 1019  | 1109 | 792  | 1937    | 1032   |